# Фрумушань
Фрумушань, Фрумушані (рум. Frumușani) — село у повіті Келераш в Румунії. Входить до складу комуни Фрумушань.
Село розташоване на відстані 23 км на південний схід від Бухареста, 81 км на захід від Келераші.

## Населення
За даними перепису населення 2002 року у селі проживали 2404 особи. Рідною мовою 2403 особи (> 99,9%) назвали румунську.
Національний склад населення села:
| Національність | Кількість осіб | Відсоток |
| -------------- | -------------- | -------- |
| румуни         | 1405           | 58,4%    |
| цигани         | 995            | 41,4%    |